# Присяжнюк, Игорь Васильевич
Игорь Васильевич Присяжнюк (укр. І́гор Васи́льович Присяжню́к; 11 января 1977, Винница — 7 августа 2014, Луганская область) — украинский гребец-каноист, выступал за национальную сборную страны, неоднократный чемпион Украины, военнослужащий ДПСУ, участник российско-украинской войны(война на Донбассе).

## Биография
Родился в Виннице, родители — Василий Петрович и Людмила Фёдоровна. Ещё в школьные годы начал заниматься греблей, воспитанник винницкой ДЮСШ им. Ю. Рябчинской, первый тренер — Александр Ткачёв.
В 1995 году призван в армию, служил в Пограничных войсках Украины, по окончании срочной службы остался в войсках в качестве техника Одесской особой авиационной эскадрильи. На новом месте службы возобновил занятия греблей, был тренером команды спорткомитета Госпогранслужбы Украины (ДПСУ) и спортсменом-инструктором команды Южного регионального управления ДПСУ.
В период спортивной карьеры неоднократно выигрывал чемпионат Украины в каноэ-одиночках на дистанциях 1000 и 5000 метров (даты неизвестны), участвовал в международных соревнованиях в составе сборной страны. На чемпионате Украины 2008 года завоевал серебряную медаль. Всего за карьеру завоевал 8 медалей на крупных соревнованиях, получил звание «Мастер спорта Украины».
Последним крупным турниром в карьере Присяжнюка стали Всемирные игры по неолимпийским видам спорта 2013 года (гребной марафон) в колумбийском Кали.
В 2013 году перевёлся из Одессы в родной город, служил в отделе пограничной службы «Винница».
Жена — Алла Владимировна, тоже занималась греблей на байдарках и каноэ. Сын Максим (род. 2009).

### Гибель
Летом 2014 года Игорь Присяжнюк, в звании старшего прапорщика, был направлен в зону проведения АТО.
Погиб 7 августа 2014 во время организованного прорыва из окружения в «должанском котле» (сектор «Д») на соединение с основными силами после 22-дневной обороны государственной границы под массированными обстрелами. Украинские военнослужащие с боями вышли в район Савур-Могилы и Амвросиевки. Прорыв длился трое суток. Отряд Игоря оборонял пункт пропуска Довжанский. При выходе из окружения между 9 и 10 часами по колонне был открыт шквальный огонь с РСЗО «Град» с территории России. Игорь ехал в автомобиле УАЗ, рядом с которым разорвался снаряд, машина вспыхнула и взорвалась. Один выживший пограничник-водитель видел, что Игорь так и остался в горящей машине. Находился в списке пропавших.
После идентификации по результатам проведенных экспертиз похоронен 31 января 2015 года на Аллее Славы Центрального кладбища Винницы.
Награды
За личное мужество и героизм, проявленные в защите государственного суверенитета и территориальной целостности Украины, верность военной присяге во время российско-украинской войны
- награжден орденом «За мужество» III степени (9.4.2015, посмертно).